# Деп
Деп — река в Амурской области России, левый приток Зеи.
Длина реки — 348 км, площадь водосборного бассейна — 10 400 км². Берёт начало из озера Огорон (Угрин); в верховьях — горная река; в низовьях река течёт по низменности, местами заболоченной. Среднегодовой расход воды — 90 м³/с.
Участок реки протяжённостью 60 км входит в гидрографическую сеть Верхне-Депского заказника.
Населённых пунктов на реке нет. Посёлок Огорон Зейского района (восточный участок БАМа) расположен вблизи озера Огорон.

## Притоки (км от устья)
- 51 км: река Молчан (пр)
- 127 км: река Тында (пр)
- 185 км: река Большая Калахта (лв)
- 217 км: река Нинни (лв)

## Данные водного реестра
По данным государственного водного реестра России относится к Амурскому бассейновому округу, речной бассейн реки — Амур, речной подбассейн реки — Зея, водохозяйственный участок реки — Зея от Зейского гидроузла до впадения р. Селемджа.
Код объекта в государственном водном реестре — 20030400212118100032101.